# Língua arari
A língua arari era falada pelo povo indígena arari, que tradicionalmente habitava o distrito de Conservatória, no estado do Rio de Janeiro. Atualmente, não existem registros escritos ou documentações formais dessa língua. Possivelmente é uma das línguas puri.[carece de fontes?]